# Kalapara
Kalapara är ett underdistrikt i Bangladesh. Det ligger i den södra delen av landet, 200 km söder om huvudstaden Dhaka.
Trakten runt Kalapara består till största delen av jordbruksmark. Tropiskt monsunklimat råder i trakten. 